# Vol Air India 171
Ne doit pas être confondu avec l'accident de 1976 du vol Indian Airlines 171.
Le 12 juin 2025, à 13 h 40 heure locale, le Boeing 787 effectuant le vol Air India 171 entre Ahmedabad (Inde) et Londres (Royaume-Uni), s’écrase peu après son décollage de l'aéroport international Sardar-Vallabhbhai-Patel. Les douze membres d'équipage et 229 passagers sont tués dans l'accident qui ne laisse qu'un seul survivant à bord. L'avion s'écrase sur une école de médecine à proximité de l'aéroport, ce qui provoque la mort de 19 personnes supplémentaires et en blesse soixante.
Il s'agit du premier — et unique à ce jour — accident aérien mortel impliquant le Boeing 787, dont la mise en service remonte à 2011. Il s'agit aussi de l'accident aérien le plus meurtrier en Inde impliquant un seul avion, ainsi que de la deuxième plus grande catastrophe aérienne survenue dans le pays, dont le nombre de morts est surpassé seulement par la collision aérienne de Charkhi Dadri en 1996.

## Avion et équipage
L'avion impliqué est un Boeing 787-8 Dreamliner immatriculé VT-ANB, âgé de onze ans et demi. Il effectue son premier vol en décembre 2013, avant d'entrer en service pour la compagnie aérienne indienne Air India quelques semaines plus tard, en février 2014. Il est propulsé par deux turboréacteurs General Electric GEnx-1B70. Il totalise 41 868 heures de vol au moment de l'accident. Dans le cockpit de l'avion, le module de manette des gaz a été remplacé en 2019 puis en 2023, mais aucun défaut n'a été signalé sur les interrupteurs d'alimentation en carburant.
Le commandant de bord, Sumeet Sabharwal, compte 15 638 heures de vol (dont 8 596 heures sur type). Il sort de congé maladie et il est proche de prendre sa retraite. Le copilote et premier officier, Clive Kundar,, est âgé de 34 ans et totalise quant à lui 3 403 heures de vol (dont 1 128 heures sur type). C'est lui qui est aux commandes au moment du décollage.

## Accident

Carte de l'accident.

L'appareil a décollé le 12 juin 2025 à 13 h 39 heure locale (soit 8 h 8 temps universel), à destination de l'aéroport Londres-Gatwick. Le transpondeur ADS-B a signalé une altitude de 625 pieds (191 m), une vitesse de 174 nœuds (322 km/h) et un cap de 223° (sud-ouest) puis les pilotes ont lancé un appel d'urgence au contrôleur aérien, avant que la réception ne soit perdue.
Selon Windfinder (service météorologique mondial), la station météo de l'aéroport a enregistré un vent ouest (OSO) d'une direction de 250° et d'une vitesse de 7 nœuds (13 km/h) à 13 h 30 heure locale[réf. nécessaire]. Les rapports METAR font état d’un temps stable et d’une visibilité dégagée.
L’accident se produit en début d’après-midi, lors des procédures de décollage. Des témoins du secteur de Meghani Nagar déclarent avoir entendu plusieurs explosions, suivies d'épais panaches de fumée visibles depuis Dharpur (près de la zone de Meghaninagar à Ahmedabad),. Un haut responsable de la police d’Ahmedabad déclare à ANI que l’avion a percuté un bâtiment du foyer du B. J. Medical College.
La vidéo du crash montre que, lors de l’impact, le train d’atterrissage était encore sorti. La séquence montre surtout que l'appareil descend, lentement, au lieu de monter.
L'unique survivant déclare : « Quand le vol a décollé, après cinq ou dix secondes, on avait l'impression qu'il était coincé en l'air. Tout d'un coup, les lumières vertes et blanches se sont mises à clignoter. L'avion ne prenait pas d'altitude, il ne faisait que planer avant de s'abattre sur un bâtiment et d'exploser ».
L’appareil, préparé pour le long-courrier vers Londres, transporte une grande quantité de carburant, ce qui accroît l’intensité de l’incendie.
Le ministre de la Santé et du Bien-être familial J. P. Nadda (en) indique sur X que « de nombreuses personnes » sont mortes dans l’accident. Les sauveteurs récupèrent 30 corps, et les équipes signalent que d’autres victimes peuvent être encore prisonnières des décombres. Au moins un passager a survécu au crash.

L'accident a également fait des victimes au sol, car l'avion s'est écrasé sur un réfectoire, des logements étudiants, et des bureaux.

Images du site de l'accident
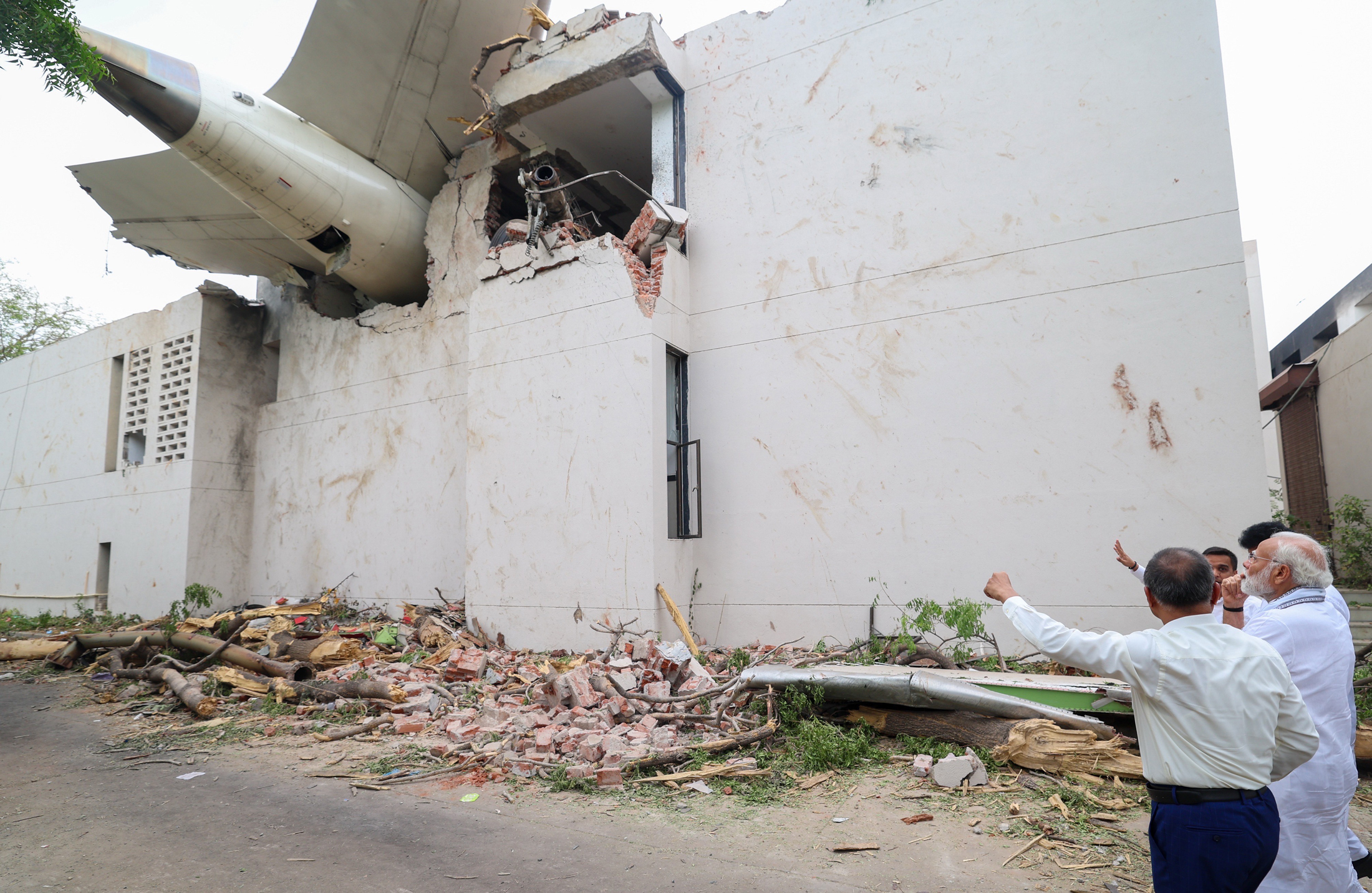
Section arrière de l'avion encastrée dans le réfectoire du foyer étudiant.
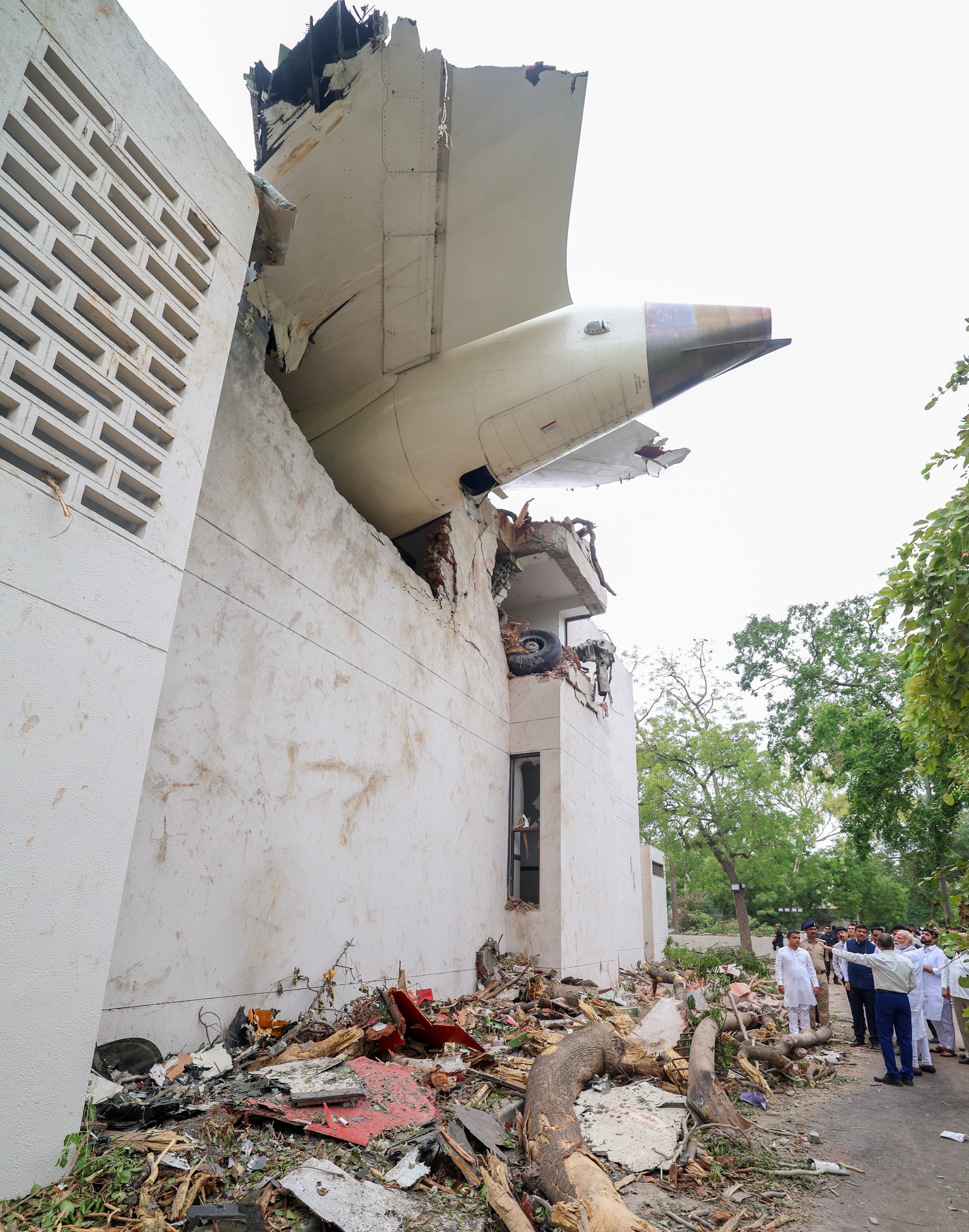
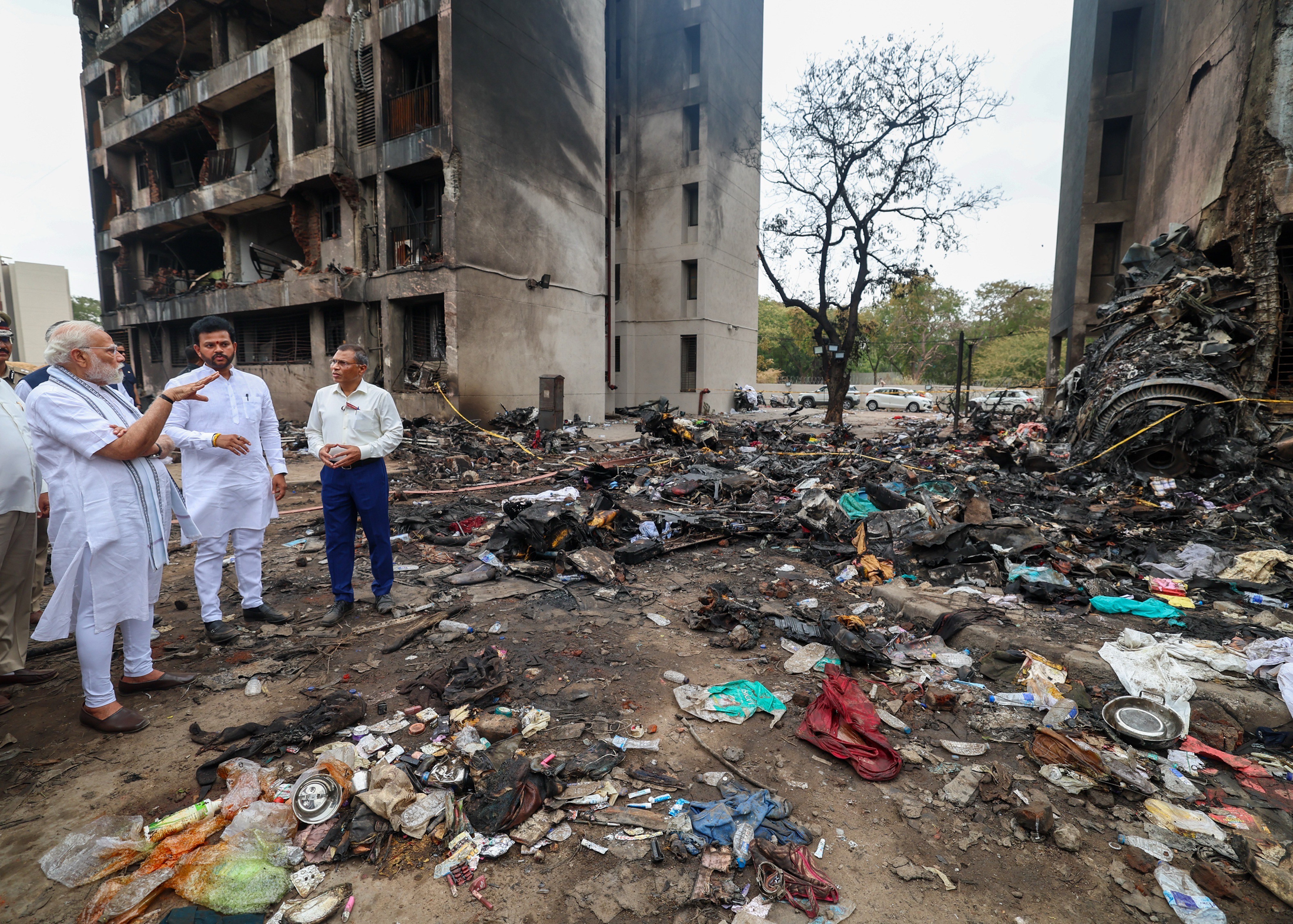
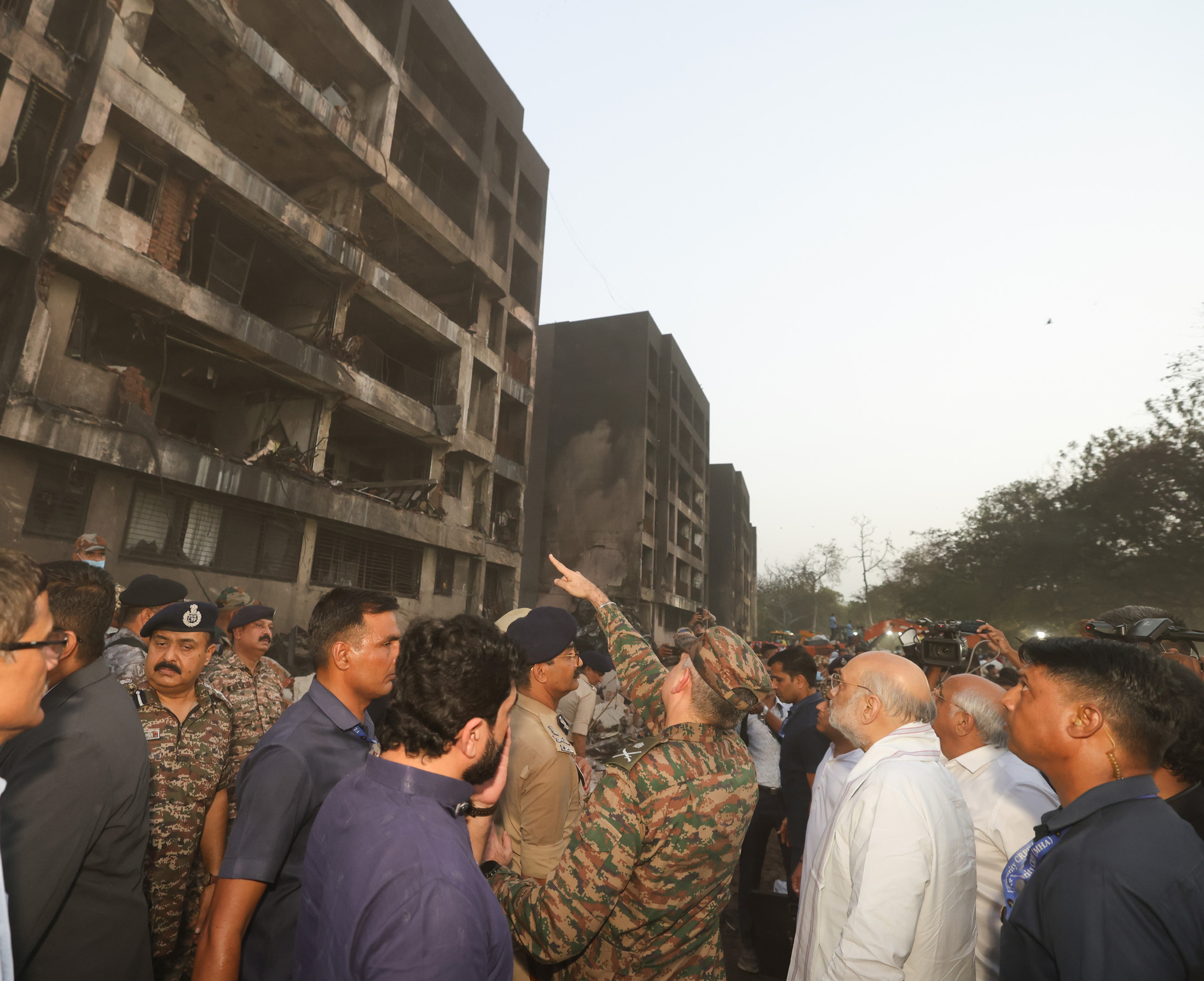

## Intervention d’urgence
Les services d’urgence dépêchent au moins sept camions de pompiers et plusieurs ambulances. Le service d’incendie et de secours d’Ahmedabad confirme le déploiement d’unités issues de différentes divisions de la ville. Les routes menant au site sont fermées pour faciliter les opérations.
Peu après, toutes les opérations aériennes à l’aéroport d’Ahmedabad sont suspendues,.

## Bilan humain et matériel

Position (en rouge) du passager survivant (Vishwash Kumar Ramesh).

L’avion transporte 242 personnes, dont 11 enfants,. L’effectif se compose de 230 passagers et 12 membres d’équipage (2 pilotes et 10 PNC), selon la DGCA et Air India,.
Selon la police, 260 personnes ont été tuées dans l'accident, dont 19 personnes au sol. Le seul survivant à bord de l'avion est Vishwash Kumar Ramesh, un ressortissant britannique âgé de 40 ans et qui était assis sur le siège 11A.
La plupart des passagers sont de nationalité indienne.
| Nationalité | Passagers | Membres d'équipage | Survivants | Total |
| ----------- | --------- | ------------------ | ---------- | ----- |
| Inde        | 169       | 12                 | 0          | 181   |
| Royaume-Uni | 52        | 0                  | 1          | 53    |
| Portugal    | 7         | 0                  | 0          | 7     |
| Canada      | 1         | 0                  | 0          | 1     |
| Total       | 229       | 12                 | 1          | 242   |

## Enquête
La DGCA (en) et Air India ouvrent chacune une enquête. Une équipe technique se rend sur place pour déterminer les causes de l'accident. Boeing déclare « être informé des premiers rapports et réunir des informations ».
Les deux enregistreurs de vol, couramment appelés « boites noires », sont récupérés. Sur le 787, il s'agit de deux Enhanced Airborne Flight Recorders (EAFR) — qui combinent les fonctionnalités d'un enregistreur phonique (CVR) et d'un enregistreur de paramètres (FDR) — situés respectivement à l'avant et à l'arrière de l'avion. L'EAFR arrière est récupéré sur le toit du premier bâtiment heurté le 13 juin après 28 heures de recherches. L'EAFR avant est retrouvé le 16 juin de l'autre côté du champ de débris.
L'équipage a émis par radio un appel de détresse Mayday !. Les analyses des enregistrements vidéo du vol montrent que l'éolienne de secours (la RAT dans le jargon aéronautique) de l'aéronef était déployée, lors du crash. Ce dispositif, qui équipe quasiment tous les avions, est déployé automatiquement pour pallier la perte de production de l'énergie électrique ou hydraulique. Les enquêteurs cherchent à déterminer si cela est lié à une panne simultanée des deux réacteurs ou à un dysfonctionnement des systèmes hydraulique ou électrique de l'avion.

### Rapport d'enquête préliminaire

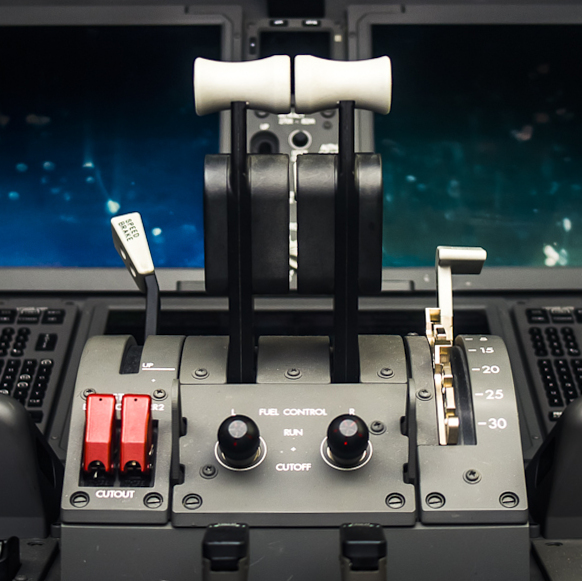
La manette des gaz et les interrupteurs de contrôle du carburant dans un cockpit de 787.

Le Bureau indien d’enquête sur les accidents aériens (AAIB) publie un rapport préliminaire le 12 juillet 2025, détaillant les premières constatations basées sur les éléments recueillis au début de l'enquête. Celui-ci ne tire aucune conclusion et n’attribue aucune responsabilité. Il indique que l'équipage était apte à réaliser le vol, et que l'avion était correctement configuré pour le décollage. Le rapport indique que l'avion s'est envolé à 8 h 8 min 39 s UTC et a atteint, 3 s plus tard, la vitesse maximale de 180 kn (333 km/h). À cet instant, les interrupteurs d'alimentation en carburant des deux moteurs sont positionnés sur la position « cutoff » (« arrêt »), à une seconde d'intervalle. Ces interrupteurs sont situés juste sous le levier de poussée et ont des mécanismes spécifiques de verrouillage pour éviter toute manipulation involontaire. Le rapport n'indique pas pourquoi ou par qui ces interrupteurs ont été coupés, mais relève qu'un pilote a demandé à l'autre pourquoi il avait coupé le carburant, le second pilote répondant qu'il ne l’avait pas fait,.
Les interrupteurs sont repositionnés en position « run » (« marche ») 10 s plus tard. Le rapport indique que le moteur no 1 était en train de se relancer, mais que le moteur no 2 n'est pas parvenu à freiner sa décélération. Les constatations relèvent que l'avion a impacté les bâtiments avec les ailes à plat et une attitude à cabrer de 8°.

## Réactions

### Gouvernements
Le Premier ministre indien Narendra Modi exprime ses condoléances sur X : « La tragédie d’Ahmedabad nous bouleverse. Mes pensées accompagnent toutes les personnes touchées »,. Le ministre de l’Intérieur Amit Shah échange avec le ministre en chef du Gujarat. Le ministre en chef Bhupendra Patel ordonne des opérations de secours « immédiates » et des mesures « d’urgence ».
Au Royaume-Uni, le Premier ministre Keir Starmer qualifie l’accident de « dévastateur » et adresse ses condoléances. La leader de la Chambre des communes Lucy Powell assure que le gouvernement apporte « tout le soutien possible ». Le Haut-commissariat britannique publie un communiqué : « Nous sommes informés qu’un vol Ahmedabad-Londres s’est écrasé près de l’aéroport. Nous collaborons avec les autorités locales pour établir les faits et apporter de l’aide ».

### Air India
Dans un message sur X, le président d’Air India Natarajan Chandrasekaran confirme que le vol 171 est victime d’un « accident tragique » et exprime ses « plus sincères condoléances ». La compagnie concentre ses efforts sur l’aide aux victimes et à leurs familles.
Le vol 143 d'Air India, un Boeing 787-8 similaire à l'avion accidenté et qui était en route de l'aéroport international Indira-Gandhi à celui de Paris Charles de Gaulle, avait à son bord le PDG d'Air India, Campbell Wilson. L'avion s'est dérouté vers Delhi pour que celui-ci puisse gérer la crise.
Le jour de l'accident, le groupe Tata, la société mère d'Air India, a annoncé qu'il verserait une compensation de 10 millions de roupies (environ 100 000 euros) par personne aux familles des victimes, et qu'il prendrait en charge les frais médicaux des blessés.

### Autres
Les contrats à terme de l’action Boeing chutent de plus de 7 % en une heure après l’accident, les investisseurs s'inquiétant de voir un nouvel appareil Boeing accidenté alors que plusieurs incidents ont provoqué une crise de confiance envers l'entreprise (notamment l'affaire des Boeing 737 Max et l'incident du vol Alaska Airlines 1282).
À Trooping the Colour à Londres le 14 juin, les participants observent une minute de silence et les membres de la famille royale britannique portent des bracelets noirs en mémoire des victimes, à la demande du roi Charles III.